# スタンゲリア科
スタンゲリア科（学名: Stangeriaceae）は、裸子植物のソテツ綱ソテツ目に属する科の1つである。ふつうスタンゲリア属（Stangeria）とボウェニア属（Bowenia）の2属を含んでいたが、前者のみを含むこともあった。20世紀末頃まではしばしば認められていたが、2023年現在ではふつうザミア科に含められる。

## 概要
スタンゲリア科はスタンゲリア属（シダソテツ属、Stangeria）をタイプ属とする科であり、一般的にスタンゲリア属とボウェニア属（ボウエニア属、カブラソテツ属、Bowenia）の2属が含まれていた。この意味でのスタンゲリア科の特徴としては、根が分枝すること、幹に1個だけ球花を頂生すること、肉質で紫色の種皮をもつ種子が大胞子葉の柄の下側につくことがあげられる。ただし、この2属は近縁ではないとする意見もあり、それぞれ独立の科（スタンゲリア科とボウェニア科）とすることもあった。
スタンゲリア属の小葉には明瞭な中央脈があり、そこから羽状に側脈がある点でソテツ類の中では特異である（図1, 2a）。ボウェニア属の葉は2回羽状複葉であり、基本的に1年に1枚のみを展開する（図2b）。スタンゲリア属は南アフリカに、ボウェニア属はオーストラリア東海岸に分布する。
しかし分子系統学的研究などが行われ、現生ソテツ類の系統関係がおおよそ明らかとなり（ただし2023年現在、明らかではない点もある）、スタンゲリア属とボウェニア属の近縁性は支持されないこと、またソテツ属を除くソテツ類は明瞭な単系統群を形成し、スタンゲリア属やボウェニア属は他と明瞭には分けられないことが明らかとなった。そのため、2023年現在では、スタンゲリア科やボウェニア科はふつうザミア科のシノニム（同物異名）とされる。